# Vietnamosasa
Vietnamosasa é um género botânico pertencente à família Poaceae.